# Константинопольское землетрясение (557)
Константинопольское землетрясение 557 года произошло в ночь на 14 декабря. Это землетрясение, описанное в трудах Агафия, Иоанна Малалы и Феофана Исповедника, нанесло большой ущерб Константинополю, тогдашней столице Византийской империи в регионе, часто страдавшем от землетрясений. Крупному событию предшествовали и другие мелкие землетрясения, в том числе два в апреле и октябре соответственно. Главное землетрясение в декабре было беспрецедентным по силе и «почти полностью стёрло с лица земли» город, оно нанесло ущерб собору Святой Софии, что способствовало обрушению его купола в следующем году, а также повредило стены Константинополя до такой степени, что гуннские захватчики смогли с легкостью проникнуть через него двумя годами позже.

## Тектоническая обстановка
Участок Константинополя лежит на северном берегу Мраморного моря, которое представляет собой впадину типа «пулл-апарт» (сдвиго-раздвиговую впадину), связанную с активными разломами на ряде сегментов Северо-Анатолийского разлома, границы между Анатолийской плитой и Евразийской плитой. Зона разлома ежегодно испытывает примерно 24 мм правого бокового смещения вдоль этой границы и является причиной многих разрушительных исторических землетрясений, таких как землетрясения 1509 и 1766 годов.

## Предыдущие события
Землетрясения были относительно частыми во время правления Юстиниана I (годы правления 527—565). Землетрясение в ноябре 533 года заставило толпу искать убежища на форуме Константина, но реальных жертв не было. О небольших землетрясениях также сообщалось в 540—541, 545, 547, 551 и 554—555 годах.
У сильного землетрясения 557 года было два предшественника. 16 апреля 557 года город потрясло первое в этом году землетрясение. Никакого реального ущерба это не нанесло. 19 октября 557 г. произошло второе землетрясение с таким же отсутствием повреждений.

## События
Третье и самое сильное землетрясение произошло в декабре. По словам Агафия, Константинополь был «почти полностью стёрт с лица земли» землетрясением. Он описывает его как беспрецедентное по величине и продолжительности. Он отмечает, что это произошло во время празднования Брумалии (Праздника имён), незадолго до зимнего солнцестояния и вхождения Солнца в знак Козерога. Он также говорит, что город пострадал от суровой зимы перед землетрясением.
Подземные толчки начались ближе к полуночи, когда большинство жителей Константинополя спали. Подземные толчки разбудили горожан, и когда здания задрожали, «были слышны вопли и причитания». Последовательные толчки сопровождались громоподобными звуками из-под земли. Сообщается, что воздух «помутнел от испарений дымки, поднимавшейся из неизвестного источника, и засиял тусклым сиянием».
Перепуганные жители начали эвакуироваться из домов, собираясь на улицах и в переулках. Агафий заметил, что в городе было очень мало «широких открытых пространств, полностью свободных от препятствий», а это означало, что жители не были застрахованы от падающих обломков даже на открытом воздухе. Ливень с мокрым снегом промочил тех, кто был снаружи, и все «сильно страдали от холода». Многие искали убежища в церквях города.
Агафий отмечает, что царил беспорядок. На улицах было множество женщин, как незнатных, так и знатных. Мужчины и женщины «свободно смешались», что само по себе было необычно. Немногие обращали внимание на ранг и привилегии в спешке, чтобы избежать травм. Рабы, например, не обращали внимания на приказы своих хозяев.
Район Регия, расположенный недалеко от порта Константинополя, понёс наибольшие потери домов. Многие другие здания были разрушены или получили структурные повреждения. Агафий отмечает, что погибло «большое количество простых людей», а сенатор Анатолий был единственной жертвой среди высокопоставленных лиц общества.
К рассвету землетрясение прекратилось. Обрадовавшиеся люди стали искать самых близких и дорогих им людей, «целуя и обнимая, и плача от восторга и удивления».

## Последствия
Купол собора Святой Софии был ослаблен землетрясением и полностью рухнул в мае 558 года. Стены Константинополя были сильно повреждены. В начале 559 г. атакующим гуннам удалось пройти через повреждённые участки стен. Были повреждены различные другие церкви и здания. Афтершоки продолжались ещё в течение десяти дней. Константинопольский пресвитер Леонтий отозвался на землетрясение проповедью, которая дошла до наших дней. По его мнению, землетрясение было вызвано греховностью народа Константинополя.
Юстиниан I открыл короткий период траура. Он не носил корону в течение сорока дней после землетрясения. Позже память о землетрясении была отмечена ежегодной литургией моления, включавшей в себя процессию и празднование в честь святого Фирса, память которого также отмечалась 14 декабря. Агафий также утверждал, что это имело кратковременное воздействие на население: богатые стали заниматься благотворительностью, сомневающиеся — молиться, а порочные — стали добродетельными, и всё это было явной попыткой искупительной жертвы. Агафий сообщает, что вскоре все вернулись к своим прежним взглядам.